# 半月堂駅

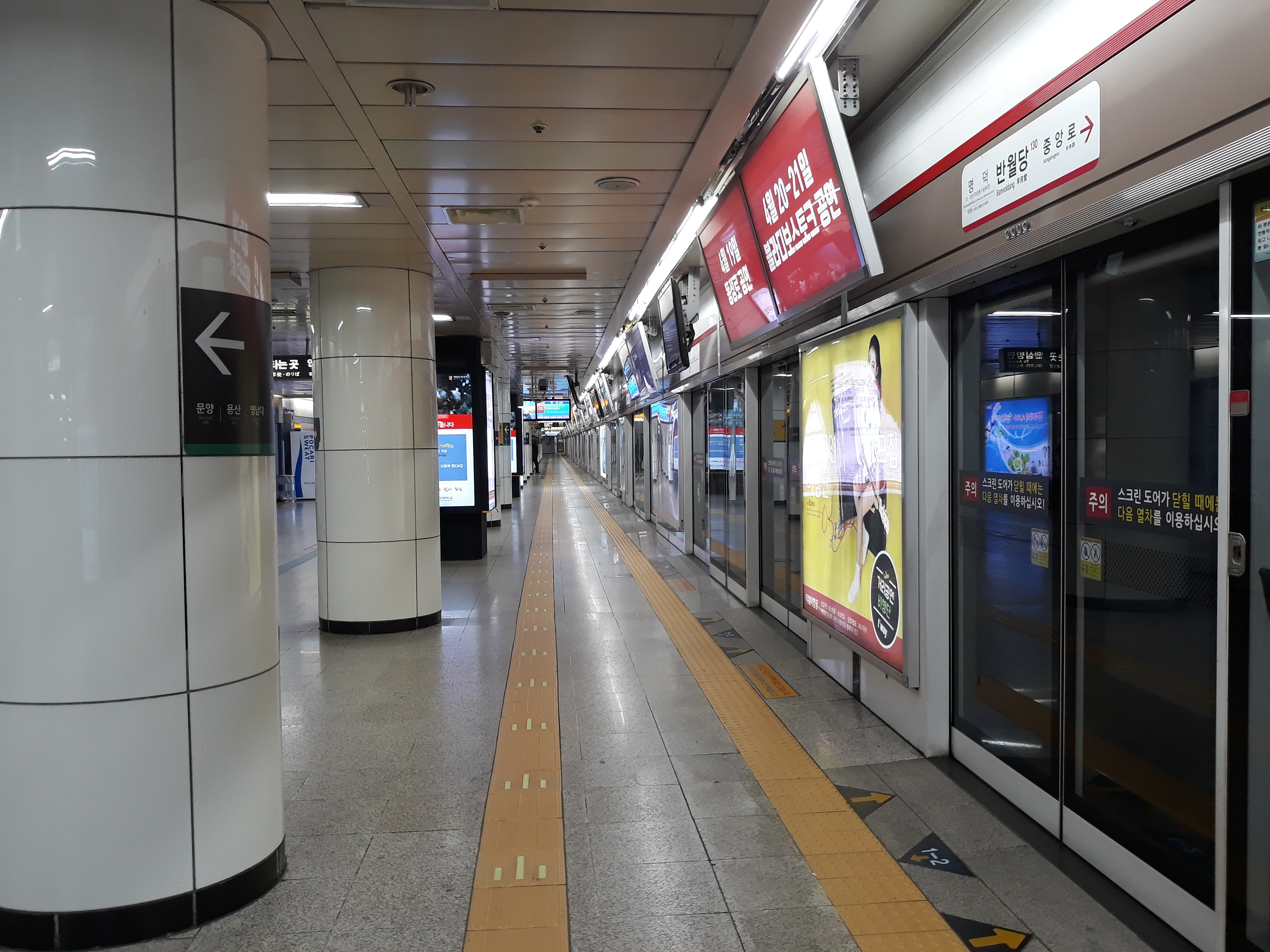
1号線ホーム

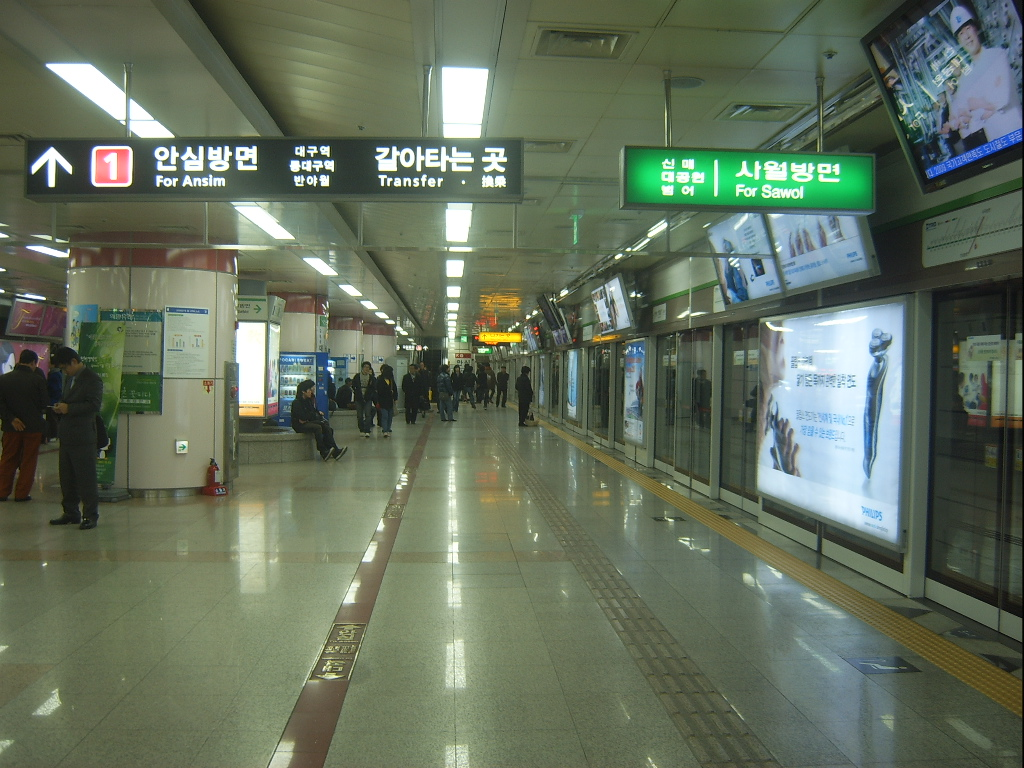
2号線ホーム

半月堂駅（パヌォルダンえき）は、大韓民国大邱広域市中区にある、大邱都市鉄道の駅である。
1号線と2号線が乗り入れている。それぞれの駅番号は、1号線が130、2号線が230である。
駅名はかつて日本統治時代に存在した百貨店半月堂に由来している。

## 駅構造
1号線は相対式ホーム2面2線、2号線は島式ホーム1面2線を有する地下駅。1号線用の改札口は1号線ホームの真上に1か所あるが、ホーム別に分かれている。2号線用の改札口は2号線ホームの真上かつ1号線ホームの北端に位置するが、1号線が相対式ホームである都合上、2号線用の改札口は2か所存在する。開業当初はホームドアが設置されていなかったが、後に両線ともに設置された。
改札階は地下商店街と一体となっている。そのため出口の数は23ヶ所と、韓国の駅では最も多い。

### のりば
のりばの番号は両線共に存在しない。
| 地下3階 1号線ホーム |        |                            |
| 上り                | ●1号線 | 明徳・聖堂池・舌化椧谷方面 |
| 下り                | ●1号線 | 大邱駅・東大邱駅・安心方面 |
| 地下4階 2号線ホーム |        |                            |
| 上り                | ●2号線 | 頭流・龍山・汶陽方面       |
| 下り                | ●2号線 | 泛魚・沙月・嶺南大方面     |

## 利用状況
近年の一日平均乗車人員推移は下記の通り。
1号線は、中央路駅火災により、2003年10月20日まで閉鎖された。
1号線側出口は中央大で南門市場の近くにあって、市内中心圏と多少距離が遠いので利用率が低く、乗り換え通路の真ん中にある2号線側改札の利用率が高い。2号線半月堂駅は現在、2号線の駅の中で最も利用客が多い。
| 路線   | 乗車人員 | 乗車人員 | 乗車人員 | 乗車人員 | 乗車人員 | 乗車人員 | 乗車人員 | 乗車人員 | 注釈  |
| 路線   | 1997年   | 1998年   | 1999年   | 2000年   | 2001年   | 2002年   | 2003年   | 2004年   | 注釈  |
| ------ | -------- | -------- | -------- | -------- | -------- | -------- | -------- | -------- | ----- |
| ●1号線 | 5075     | 5423     | 6043     | 非公開   | 5769     | 5859     | 2563     | 4957     | [ 2 ] |
| ●2号線 | 未開通   | 未開通   | 未開通   | 未開通   | 未開通   | 未開通   | 未開通   | 未開通   | [ 2 ] |
| 路線   | 2005年   | 2006年   | 2007年   | 2008年   | 2009年   | 2010年   | 2011年   | 2012年   |       |
| ●1号線 | 5918     | 4935     | 4696     | 4816     | 4918     | 5321     | 5977     | 6689     | [ 2 ] |
| ●2号線 | 14949    | 18054    | 18302    | 18415    | 18778    | 19041    | 20738    | 22597    | [ 2 ] |

## 駅周辺
- 国民年金管理公団
- 南門市場
- 南門治安センター
- 南山1洞派出所
- 南山2洞住民センター
- 大邱広域市東部教育庁
- 大邱メトロプラザ
- 大邱百貨店本店
- 大邱銀行半月堂支店
- 大邱初等学校
- 東城路[3]
- 東亜百貨店ショッピング店
- 半月堂地下ショッピング
- 半月堂四差路
- 鳳山六差路
- 鳳山文化会館
- サムスン金融プラザ（サムスン生命ビルディング）
- NH農協銀行 大邱中央金融センター
- 城内1洞住民センター
- 城内2洞住民センター
- ロッテシネマアカデミー館
- 廉売市場
- 永豊文庫半月堂店
- 中央派出所
- 現代百貨店大邱店
- 薬令市（ヤンニョンシ）[4]
- 東横INN大邱東城路

## 歴史
- 1997年11月26日 - 1号線開通。
- 2003年
  - 2月18日 - 1号線中央路駅で発生した放火事件により営業休止。
  - 2月19日 - 営業再開。
- 2005年10月18日 - 2号線が開通。
- 2009年3月 - 1号線、2号線ともホームドアの使用を開始。

## 隣の駅
大邱都市鉄道
●1号線
明徳駅（129） - 半月堂駅（130） - 中央路駅（131）
●2号線
青蘿の丘駅（229） - 半月堂駅（230） - 慶大病院駅（231）